# Basilique San Fedele
La Basilique San Fedele (en italien, Chiesa di San Fedele) de Côme est située dans le centre-ville et est dédiée à saint Fidèle de Côme, évangélisateur de la région de Côme et mort martyr pour la foi, à l'époque des persécutions de Dioclétien et Maximien Hercule.
Elle est construite sur les lieux d'une première église chrétienne datant du VIIe siècle, dédiée à sainte Euphémie de Chalcédoine. D'importants travaux du chœur roman lombard, inspiré par la chapelle palatine d'Aix-la-Chapelle ont été réalisés par les Maestri comacini, avec une décoration sculpturale comprenant des figures zoomorphes, des monstres, griffons, etc.
Le clocher a été reconstruit en 1904 ainsi que la façade (1914).